# Støvring (stacja kolejowa)
Støvring (duński: Støvring Station) – stacja kolejowa w miejscowości Støvring, w regionie Jutlandia Północna, w Danii. Znajduje się na linii Aalborg – Frederikshavn. 
Stacja jest zarządzana i obsługiwana przez Danske Statsbaner.
Stacja została otwarta w 2003 roku, jako część kolei podmiejskiej w Aalborgu. Oryginalna stacja została zamknięta w 1974.

## Linie kolejowe
- Aalborg – Frederikshavn